# Jason Seley
 Jason Seley (* 1919 in Newark, New Jersey, USA; † 1983 in New York City) war ein US-amerikanischer Bildhauer.

## Leben und Werk
Jason Seley studierte von 1943 bis 1945 an der Art Students League in New York bei Ossip Zadkine.
Von 1947 bis 1949 studierte er noch am Le Centre d’Art in Haiti. Im Jahr 1950 erhielt er ein Fulbright-Stipendium für ein Studium in Frankreich. Er bereiste auch Italien und ließ sich dort von Andrea del Verrocchios Reiterstandbild Colleoni beeindrucken, was seine künftige Arbeit als Bildhauer beeinflussen sollte.
Sein bevorzugtes Material für seine Skulpturen waren verchromter Stahl, in der Regel aus Automobil-Stoßstangen. Er formte daraus verschlungene, abstrakte, fast organisch wirkende Skulpturen. Im Jahr 1964 war er mit einigen seiner Arbeiten auf der documenta III in Kassel in der Abteilung Skulptur vertreten.
Er war als Hochschullehrer an der Hofstra, New York University tätig und war lange Jahre Dekan der Kunstschule an der Cornell University bis zu seinem Tod im Jahr 1983.